# Atletism la Jocurile Olimpice de vară din 2016 - Aruncarea greutății (feminin)
Proba feminină de aruncare a greutății de la Jocurile Olimpice de vară din 2016 a avut loc la 12 august la Stadionul Olimpic.

## Formatul competiției
Fiecare atletă a avut dreptul la trei aruncări. Atletele care au trecut peste baremul de calificare s-au calificat direct în finală. Dacă se calificau mai puțin de 12 atlete, tabelul finalei se completa până se ajungea la 12. Pentru finală fiecare atletă a avut dreptul la trei aruncări, după care primele opt clasate au avut dreptul la încă trei aruncări.

## Recorduri
Înaintea acestei competiții, recordurile mondiale și olimpice erau următoarele:
| Record           | Atlet                    | Rezultat | Loc                        | Data          |
| ---------------- | ------------------------ | -------- | -------------------------- | ------------- |
| Recordul mondial | Natalya Lisovskaya (URS) | 22,63 m  | Moscova, Uniunea Sovietică | 7 iunie 1987  |
| Recordul olimpic | Ilona Slupianek (RDG)    | 22,41 m  | Moscova, Uniunea Sovietică | 24 iulie 1980 |

## Rezultate

### Calificări
Baremul de calificare: 18,40 m (C) sau printre primele 12 aruncătoare (c)
| Loc | Grupa | Nume                 | Țară                       | #1    | #2    | #3    | Rezultat | Note      |
| --- | ----- | -------------------- | -------------------------- | ----- | ----- | ----- | -------- | --------- |
| 1   | A     | Valerie Adams        | Noua Zeelandă              | 19,74 |       |       | 19,74    | (C)       |
| 2   | B     | Christina Schwanitz  | Germania                   | 19,18 |       |       | 19,18    | (C)       |
| 3   | A     | Michelle Carter      | Statele Unite ale Americii | 17,95 | 19,01 |       | 19,01    | (C)       |
| 4   | A     | Raven Saunders       | Statele Unite ale Americii | x     | 18,83 |       | 18,83    | (C)       |
| 5   | B     | Gong Lijiao          | China                      | 18,74 |       |       | 18,74    | (C)       |
| 6   | B     | Anita Márton         | Ungaria                    | 18,51 |       |       | 18,51    | (C)       |
| 7   | B     | Geisa Arcanjo        | Brazilia                   | 18,27 | 17,67 | x     | 18,27    | (c), (SB) |
| 8   | A     | Cleopatra Borel      | Trinidad și Tobago         | 16,94 | 17,78 | 18,20 | 18,20    | (c)       |
| 9   | A     | Natalia Duco         | Chile                      | 18,18 | x     | x     | 18,18    | (c)       |
| 10  | B     | Auriole Dongmo       | Camerun                    | 17,92 | 17,71 | x     | 17,92    | (c), (RN) |
| 11  | B     | Alena Abramchuk      | Belarus                    | 17,78 | 17,19 | 16,97 | 17,78    | (c)       |
| 12  | A     | Aliona Dubitskaya    | Belarus                    | x     | x     | 17,76 | 17,76    | (c)       |
| 13  | B     | Paulina Guba         | Polonia                    | 17,70 | 17,56 | x     | 17,70    |           |
| 14  | B     | Felisha Johnson      | Statele Unite ale Americii | x     | 17,64 | 17,69 | 17,69    |           |
| 15  | A     | Melissa Boekelman    | Olanda                     | 16,97 | 17,69 | x     | 17,69    |           |
| 16  | A     | Bian Ka              | China                      | 17,68 | 17,36 | 16,84 | 17,68    |           |
| 17  | B     | Yuliya Leantsiuk     | Belarus                    | 17,66 | x     | 16,69 | 17,66    |           |
| 18  | A     | Brittany Crew        | Canada                     | 16,67 | x     | 17,45 | 17,45    |           |
| 19  | B     | Ahymará Espinoza     | Venezuela                  | x     | 17,27 | 16,77 | 17,27    |           |
| 20  | A     | Sara Gambetta        | Germania                   | x     | 16,93 | 17,24 | 17,24    |           |
| 21  | B     | Radoslava Mavrodieva | Bulgaria                   | x     | 17,11 | 17,20 | 17,20    |           |
| 22  | B     | Yaniuvis López       | Cuba                       | 17,15 | x     | x     | 17,15    |           |
| 23  | B     | Manpreet Kaur        | India                      | 16,68 | 17,06 | 16,76 | 17,06    |           |
| 24  | A     | Emel Dereli          | Turcia                     | 17,01 | 16,86 | x     | 17,01    |           |
| 25  | B     | Danniel Thomas       | Jamaica                    | 16,70 | 16,43 | 16,99 | 16,99    |           |
| 26  | A     | Saily Viart          | Cuba                       | 15,82 | x     | 16,99 | 16,99    |           |
| 27  | A     | Olga Golodna         | Ucraina                    | 16,10 | 16,35 | 16,83 | 16,83    |           |
| 28  | B     | Taryn Suttie         | Canada                     | 16,55 | 16,74 | 16,60 | 16,74    |           |
| 29  | A     | Nwanneka Okwelogu    | Nigeria                    | 16,67 | x     | x     | 16,67    |           |
| 30  | B     | Lena Urbaniak        | Germania                   | 16,32 | 16,62 | x     | 16,62    |           |
| 31  | A     | Sandra Lemos         | Columbia                   | 16,46 | 16,46 | 16,12 | 16,46    |           |
| 32  | A     | Leyla Rajabi         | Iran                       | 16,18 | 16,34 | 16,16 | 16,34    |           |
| 33  | A     | Gao Yang             | China                      | 16,17 | 15,48 | x     | 16,17    |           |
| 34  | B     | Galyna Obleshchuk    | Ucraina                    | 15,81 | x     | x     | 15,81    |           |
| 35  | A     | Dimitriana Surdu     | Republica Moldova          | 15,14 | 15,17 | 15,25 | 15,25    |           |
| 36  | B     | Jessica Inchude      | Guineea-Bissau             | 14,12 | 15,15 | 14,84 | 15,15    |           |

### Finala
| Loc | Nume                | Țară                       | #1    | #2    | #3    | #4                    | #5                    | #6                    | Rezultat | Note |
| --- | ------------------- | -------------------------- | ----- | ----- | ----- | --------------------- | --------------------- | --------------------- | -------- | ---- |
| 1   | Michelle Carter     | Statele Unite ale Americii | 19,12 | 19,82 | 19,44 | 19,87                 | 19,84                 | 20,63                 | 20,63    | (AM) |
| 2   | Valerie Adams       | Noua Zeelandă              | 19,79 | 20,42 | 19,80 | x                     | x                     | 20,39                 | 20,42    | (SB) |
| 3   | Anita Márton        | Ungaria                    | 17,60 | 18,72 | 19,39 | 19,38                 | 19,10                 | 19,87                 | 19,87    | (RN) |
| 4   | Gong Lijiao         | China                      | 18,98 | 19,39 | 19,18 | x                     | x                     | x                     | 19,39    |      |
| 5   | Raven Saunders      | Statele Unite ale Americii | 18,88 | x     | x     | x                     | x                     | 19,35                 | 19,35    | (PB) |
| 6   | Christina Schwanitz | Germania                   | 19,03 | x     | x     | x                     | x                     | 18,92                 | 19,03    |      |
| 7   | Cleopatra Borel     | Trinidad și Tobago         | 18,05 | 18,24 | x     | 17,94                 | 18,37                 | x                     | 18,37    |      |
| 8   | Aliona Dubitskaya   | Belarus                    | 18,00 | 18,3  | x     | x                     | x                     | x                     | 18,23    |      |
| 9   | Geisa Arcanjo       | Brazilia                   | 17,50 | 17,68 | 18,16 | nu a mers mai departe | nu a mers mai departe | nu a mers mai departe | 18,16    |      |
| 10  | Natalia Duco        | Chile                      | 18,07 | 17,73 | 17,99 | nu a mers mai departe | nu a mers mai departe | nu a mers mai departe | 18,07    |      |
| 11  | Alena Abramchuk     | Belarus                    | 17,37 | x     | x     | nu a mers mai departe | nu a mers mai departe | nu a mers mai departe | 17,37    |      |
| 12  | Auriole Dongmo      | Camerun                    | x     | 16,99 | 16,82 | nu a mers mai departe | nu a mers mai departe | nu a mers mai departe | 16,99    |      |

## Legendă
RA Record african | AM Record american | AS Record asiatic | RE Record european | OCRecord oceanic | RO Record olimpic | RM Record mondial | RN Record național | SA Record sud-american | RC Record al competiției | DNF Nu a terminat | DNS Nu a luat startul | DS Descalificare | EL Cea mai bună performanță europeană a anului | PB Record personal | SB Cea mai bună performanță a sezonului | WL Cea mai bună performanță mondială a anului